# Machaonia leonardorum
Machaonia leonardorum är en måreväxtart som beskrevs av Attila L. Borhidi. Machaonia leonardorum ingår i släktet Machaonia och familjen måreväxter.
Artens utbredningsområde är Haiti. Inga underarter finns listade i Catalogue of Life.